# Mesra (distrito)
Mesra é um distrito localizado na província de Mostaganem, Argélia, e cuja capital é a cidade de mesmo nome. A população total do distrito era de 50 187 habitantes, em 1998.[carece de fontes?]

## Comunas
O distrito está dividido em quatro comunas:
- Mesra
- Aïn Sidi Chérif
- Touahria
- Mansourah